# Jorg Verhoeven
Jorg Verhoeven (Abcoude, 5 juni 1985) is een Nederlands sportklimmer.
Verhoeven verwierf bekendheid door zijn successen als jeugdklimmer. In 2001 was hij tweede van de wereld in zijn leeftijdscategorie. In 2004 klom hij zijn honderdste route met een moeilijkheidswaardering van de 8e graad. Tegenwoordig heeft hij meer dan 300 routes in de 8e graad geklommen. Ook was hij de eerste Nederlander die een 9a klom.
In november 2005 won hij als eerste Nederlander een wedstrijd in het World Cup-circuit. Daarmee liet hij alle deelnemers uit de Alpenlanden (en Spanje en Rusland) achter zich. Verhoeven maakte in september 2018 bekend te stoppen met het wedstrijdklimmen. Op de Europese kampioenschappen 2013 won hij de bronzen medaille op het onderdeel lead (voorklimmen).
In 2014 werd Jorg Verhoeven de 4de persoon ter wereld die het lukte om 'the Nose', een 880 meter hoge route op de beroemde El Capitan wand in Yosemite Valley, vrij te beklimmen.